# Area funeraria fuori Porta Decumana di Aosta
L'area funeraria fuori Porta Decumana di Aosta è uno dei più importanti siti archeologici di Aosta.
Le necropoli sorgevano sempre fuori dalla città come prevedeva il diritto romano.
Questa necropoli sorgeva sulla via che conduceva all'Alpis Graia (l'attuale colle del Piccolo San Bernardo). Dista 200 metri dalla Porta Decumana.

## La necropoli romana
Quest'area funeraria venne costruita nel I secolo ed è suddivisa in due parti:
- la parte A, quella più vicina alla strada,
- la parte B, retrostante.

Nella necropoli ci sono vari tipi di sepoltura:
- a "pozzetto";
- a "cappuccina" (con il defunto cremato);
- a "piccola camera" terminante con un monumento funerario.

Nel II secolo si assiste a un'introduzione della sepoltura detta "a inumazione" che poi diventerà quella più usata.
Nelle tombe sono stati ritrovati corredi funebri che comprendevano oggetti in vetro, specchi in bronzo e calzature chiodate.
Nel II e III secolo le tombe iniziano a sovrapporsi e a perdere l'orientamento.

## I mausolei
Nel IV secolo vengono costruiti tre mausolei noti con il nome di Cellæ memoriæ.
Questi edifici sono orientati verso nord-sud e hanno le facciate rivolte verso meridione. I mausolei coprono le precedenti sepolture romane e verranno usati per tutto l'alto medioevo. I due edifici occidentali hanno una destinazione funeraria giustificata dalla presenza di numerose formæ al loro interno, mentre l’edificio orientale, dotato di un blocco in travertino ad altare e sprovvisto di sepolture, si delinea come mensa per il rituale banchetto funebre, il refrigerium.

## La basilica
A pochi metri a ovest dei mausolei è stata portata alla luce una basilica paleocristiana. Questa basilica si potrebbe datare al IV-V secolo ed è orientata verso est-ovest. Si utilizzerà fino alla fine del I millennio quando verrà progressivamente abbandonata.